# Breese
Breese es una ciudad ubicada en el condado de Clinton en el estado estadounidense de Illinois. En el Censo de 2010 tenía una población de 4442 habitantes y una densidad poblacional de 648,91 personas por km².

## Geografía
Breese se encuentra ubicada en las coordenadas 38°36′50″N 89°31′25″O / 38.61389, -89.52361. Según la Oficina del Censo de los Estados Unidos, Breese tiene una superficie total de 6.85 km², de la cual 6.78 km² corresponden a tierra firme y (0.95%) 0.06 km² es agua.

## Demografía
Según el censo de 2010, había 4442 personas residiendo en Breese. La densidad de población era de 648,91 hab./km². De los 4442 habitantes, Breese estaba compuesto por el 97.46% blancos, el 0.18% eran afroamericanos, el 0.09% eran amerindios, el 0.38% eran asiáticos, el 0% eran isleños del Pacífico, el 1.08% eran de otras razas y el 0.81% pertenecían a dos o más razas. Del total de la población el 2.36% eran hispanos o latinos de cualquier raza.